# Solanum abancayense
Solanum abancayense är en potatisväxtart som beskrevs av Carlos M. Ochoa. Solanum abancayense ingår i släktet skattor som ingår i familjen potatisväxter. Inga underarter finns listade i Catalogue of Life.